# 1824
هذا العام بدأ بيوم الخميس.

## أحداث
- تأسيس مدينة مونروفيا وتقع حاليا في ليبيريا.
- تأسيس مدينة بريزبان وتقع حاليا في أستراليا.
- تأسيس مدينة كوكشيتو وتقع حاليا في كازاخستان.
- بداية الحرب الإنجليزية البورمية الأولى في 5 مارس 1824 والتي انتهت في 24 فبراير 1826.
- بيتهوفن أطلق سمفونيته التاسعة.
- قامت الدولة السعودية الثانية على يد مؤسسها الأمام تركي بن عبد الله.

## مواليد
- أنطون بروكنر
- إبراهيم الأحدب
- بدريش سميتنا
- بيير سيسيل بوفيس دي شافان
- جان ليون جيروم
- غوستاف روبرت كيرشوف
- فرديناند كاريه
- لورد كلفن
- لينا فالتر
- محمد بن أبي القاسم الهاملي
- وليام واكر (مغامر)
- ويليام ووفورد
- وينفيلد سكوت هانكوك
- محمد القزاز التبريزي
- 8 يناير - ويلكي كولينز، كاتب قصص بريطاني (توفي 1889)
- 7 فبراير - ويليام هغنز، عالم فلك بريطاني (توفي 1910)
- 2 مارس - بيدريتش سميتانا، موزع موسيقي تشيكي (توفي 1885)
- 9 مارس - أماسا ليلاند ستانفورد، محافظ كاليفورنيا (توفي 1893)
- 4 سبتمبر - أنتون بركنير، موزع موسيقي نمساوي (توفي 1896)
- 10 ديسمبر - جورج ماكدونالد - كاتب إنجليزي (توفي 1905)

## وفيات
- جورج غوردون بايرون، البارون بايرون السادس
- فرديناندو الثالث دوق توسكانا الأكبر
- 16 سبتمبر - لويس الثامن عشر، ملك فرنسا (ولد 1755)